# 4080 Galinskij
4080 Galinskij este un asteroid din centura principală, descoperit pe 4 august 1983 de Liudmila Karacikina.